# Rt1.media group

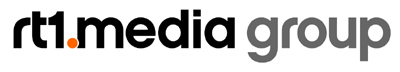
Logo der rt1.media group

Die rt1.media group GmbH mit Sitz in Augsburg ist ein Tochterunternehmen der Mediengruppe Pressedruck, zu der auch die Augsburger Allgemeine, die Mediengruppe Main-Post, die Mediengruppe Südkurier und zu 50 % die Mediengruppe Allgäuer Zeitung gehören. Sie umfasst den Bereich Elektronische Medien. Hauptgeschäftsfeld ist das Halten von Beteiligungen an Rundfunk- und TV-Produktionsunternehmen. Geschäftsführer sind Michael Eder und Bernhard Hock.

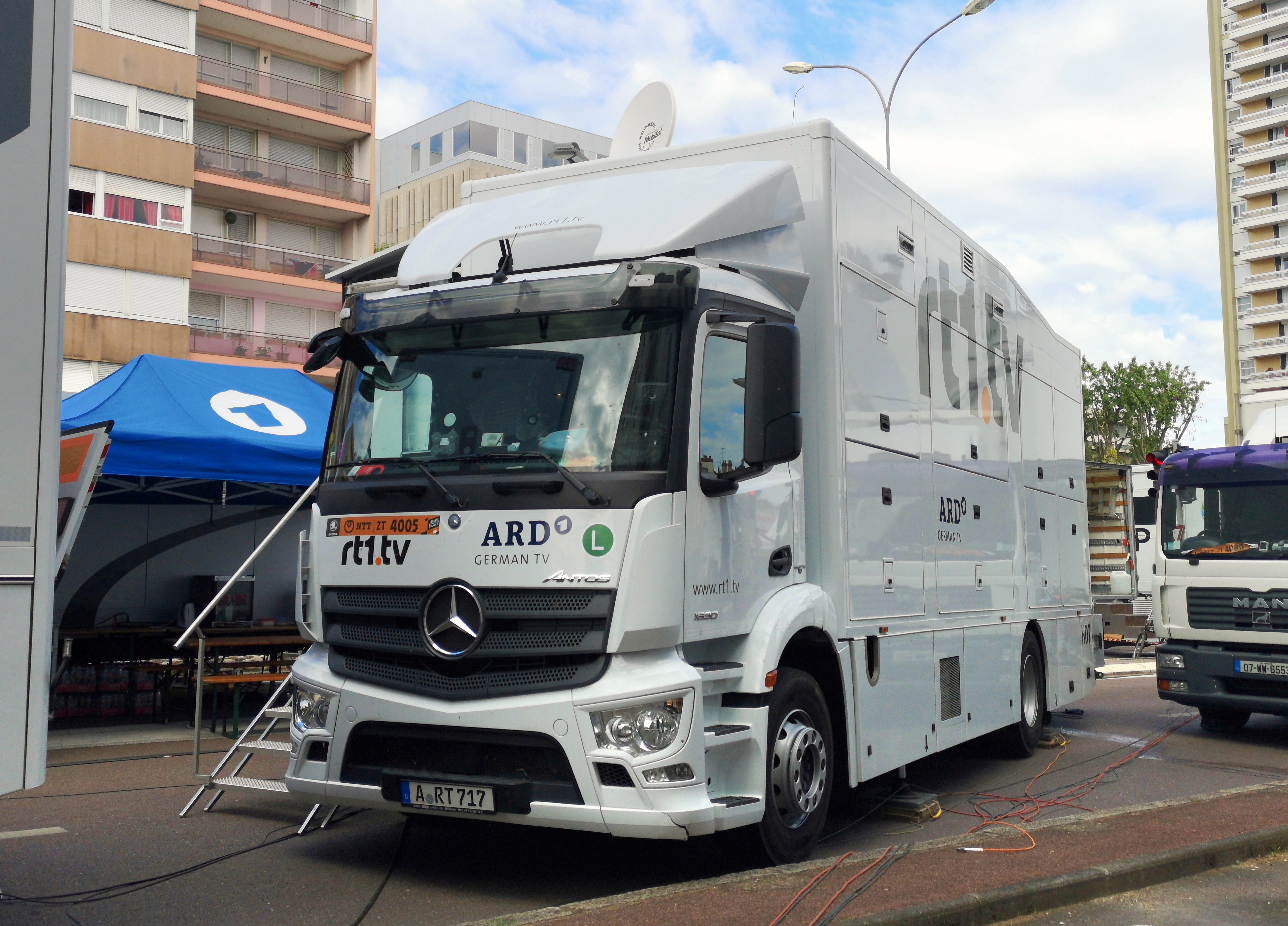
Übertragungswagen der RT1 im Einsatz für die ARD bei der Tour de France

Zu den Hörfunkbeteiligungen zählen die RT1-Senderkette mit Hitradio RT1 (Augsburg, 100 %), Hitradio RT1 Nordschwaben (Donauwörth, 63 %),  Hitradio RT1 Südschwaben (Memmingen, 100 %) und Hitradio RT1 Neuburg-Schrobenhausen (100 %) sowie Top FM (Fürstenfeldbruck, 35,51 %) . Die Digitalradio und Web-TV-Aktivitäten werden im Tochterunternehmen rt1.digital broadcast GmbH gebündelt. Über Digitalradio DAB plus verbreitet diese Gesellschaft die Programme „rt1 in the mix“ und „rt1 Relax“.
Des Weiteren ist die rt1.media group zu 100 % am TV-Produktionsunternehmen rt1.tv production GmbH beteiligt. Das Unternehmen mit Hauptsitz in Augsburg hat weitere Niederlassungen in Berlin und München. Der Bereich „mobile production“ (Aussenproduktion) wurde zum 1. Juli 2025 an die DMC Production, Stockholm, verkauft. Im Sektor Corporate Publishing ist die rt1.media group über die Brand Spiders (München, 54 %) aktiv.
Außerdem bestehen Beteiligungen an den lokalen und regionalen Fernsehprogrammen Augsburg.tv (Augsburg, 50,1 %), Regio TV Schwaben (Ulm, 12 %), allgäu.tv (Kempten, 37,56 %), 17:30 Sat.1 Bayern (München, 34,83 %) und TV Bayern Live (München, 20 %).
Zum 1. Januar 2014 übernahm die rt1.media group die Rundfunkbeteiligungen des Süddeutschen Verlages.
Neben den eigenen Beteiligungen betreut das Management der rt1.media group zusätzlich die Rundfunkbeteiligungen der Mediengruppe Pressedruck, zum Beispiel an Studio Gong und Antenne Bayern.